# NGC 6887
NGC 6887 est une galaxie spirale (intermédiaire?) située dans la constellation du Télescope. Sa vitesse par rapport au fond diffus cosmologique est de 2 582 ± 11 km/s, ce qui correspond à une distance de Hubble de 38,1 ± 2,7 Mpc (∼124 millions d'al). NGC 6887 a été découverte par l'astronome britannique John Herschel en 1835.
La classe de luminosité de NGC 6887 est II-III et elle présente une large raie HI.
À ce jour, 11 mesures non basées sur le décalage vers le rouge (redshift) donnent une distance de 32,455 ± 2,360 Mpc (∼106 millions d'al), ce qui est tout juste à l'extérieur des valeurs de la distance de Hubble. Notons cependant que c'est avec la valeur moyenne des mesures indépendantes, lorsqu'elles existent, que la base de données NASA/IPAC calcule le diamètre d'une galaxie et qu'en conséquence le diamètre de NGC 6887 pourrait être d'environ 49,1 kpc (∼160 000 al) si on utilisait la distance de Hubble pour le calculer.